# Kamilya Jubran
Kamilya Jubran est une chanteuse, oudiste et compositrice née en 1962.
Elle naît à Acre en Israël de parents palestiniens. Avant d'obtenir la nationalité française en 2012, elle se définissait comme « Palestinienne de cœur, Arabe-Israélienne d'état civil ».
Elle fait ses études à l'Université hébraïque de Jérusalem.
Elle participe à l'album Listen to the Banned sorti en 2010.
En 2017, elle porte le projet de création Sodassi mêlant tradition et expérimentations. six artistes du Proche-Orient composent en ligne avant de se rejoindre en résidence à la Dynamo de Pantin en Seine-Saint-Denis et de se produire sur scène en 2018 et 2019 : Sama Abdul Hadi de Ramallah, Dina El Wedidi du Caire, Ayed Fadel d'Haifa, Maya Khalidi deJérusalem Est, Rasha Nahas d'Haifa et Youmna Saba de Beirut,.

## Discographie
Sabreen
- Dukhan al-Barakin (1984)
- Mawt al-Nabi (1988)
- Jayy al-Hamam (1994)
- Ala Fein (2000)
- Malqa #2 avec Eric Brochard et Loïc Guénin (2025)

Solo
- Wameedd (2006)
- Makan (2009)
- Wanabni (2010)
- Nhaoul' (2013)
- Habka (2017)
- Wa (2019)